# Jihoněmecké fotbalové mistrovství
Jihoněmecké fotbalové mistrovství (německy: Süddeutsch Fußballmeisterschaft) byla nejvyšší fotbalová soutěž pořádající se na území Bavorska a Bádenska-Württemberska. Soutěž pořádala asociace Verband Süddeutscher Fußball-Vereine (VSFV).

## Přehled
Německý fotbal byl od počátků organizován do jednotlivých regionálních svazů, které měli své vlastní soutěže. Ty existovaly ještě před vznikem prvního německého celostátního mistrovství v roce 1903. Právě vítězové (později i vicemistři) různých regionálních soutěží postupovaly do celostátní soutěže, která trvala necelý měsíc, v níž se pak kluby utkaly vyřazovacím způsobem. Zde je seznam regionálních soutěží až do jejich zrušení nacistickou stranou v roce 1933:
- Baltské fotbalové mistrovství – založené v roce 1908
- Braniborské fotbalové mistrovství – založené v roce 1898
- Jihoněmecké fotbalové mistrovství – založené v roce 1898
- Severoněmecké fotbalové mistrovství – založené v roce 1906
- Fotbalové mistrovství Severovýchodního Německa – založené v roce 1906
- Středoněmecké fotbalové mistrovství – založené v roce 1902
- Západoněmecké fotbalové mistrovství – založené v roce 1903

## Nejlepší kluby v historii - podle počtu titulů
| Vítězové nejvyšší ligové soutěže |        |                                                |
| Klub                             | Tituly | Vítězné ročníky                                |
| Karlsruher FV                    | 8      | 1901, 1902, 1903, 1904, 1905, 1910, 1911, 1912 |
| 1. FC Norimberk                  | 7      | 1916, 1918, 1920, 1921, 1924, 1927, 1929       |
| Stuttgarter Kickers              | 3      | 1908, 1913, 1917                               |
| SpVgg Fürth                      | 3      | 1914, 1923, 1931                               |
| Freiburger FC                    | 2      | 1899, 1907                                     |
| FC Bayern Mnichov                | 2      | 1926, 1928                                     |
| Eintracht Frankfurt              | 2      | 1930, 1932                                     |
| Straßburger FV                   | 1      | 1900                                           |
| 1. FC Pforzheim                  | 1      | 1906                                           |
| Karlsruher FC Phönix             | 1      | 1909                                           |
| FC Wacker München                | 1      | 1922                                           |
| VfR Mannheim                     | 1      | 1925                                           |
| FSV Frankfurt                    | 1      | 1933                                           |

## Vítězové jednotlivých ročníků
| Süddeutsch Fußballmeisterschaft (1898 – 1933)           |                          |                                 |                           |
| Ročník                                                  | Jihoněmecký mistr        | Umístění v německém mistrovství | Německý mistr             |
| 1898 – 1899                                             | Freiburger FC (1)        | nekonalo se                     | nekonalo se               |
| 1899 – 1900                                             | Straßburger FV (1)       | nekonalo se                     | nekonalo se               |
| 1900 – 1901                                             | Karlsruher FV (1)        | nekonalo se                     | nekonalo se               |
| 1901 – 1902                                             | Karlsruher FV (2)        | nekonalo se                     | nekonalo se               |
| 1902 – 1903                                             | Karlsruher FV (3)        | Semifinále                      | VfB Leipzig               |
| 1903 – 1904                                             | Karlsruher FV (4)        | Čtvrtfinále                     | nikdo                     |
| 1904 – 1905                                             | Karlsruher FV (5)        | Finále                          | Union 92 Berlin           |
| 1905 – 1906                                             | 1. FC Pforzheim (1)      | Finále                          | VfB Leipzig               |
| 1906 – 1907                                             | Freiburger FC (2)        | Vítěz                           | Freiburger FC             |
| 1907 – 1908                                             | Stuttgarter Kickers (1)  | Finále                          | Berliner TuFC Viktoria 89 |
| 1908 – 1909                                             | Karlsruher FC Phönix (1) | Vítěz                           | Karlsruher FC Phönix      |
| 1909 – 1910                                             | Karlsruher FV (6)        | Vítěz                           | Karlsruher FV             |
| 1910 – 1911                                             | Karlsruher FV (7)        | Semifinále                      | Berliner TuFC Viktoria 89 |
| 1911 – 1912                                             | Karlsruher FV (8)        | Finále                          | Holstein Kiel             |
| 1912 – 1913                                             | Stuttgarter Kickers (2)  | Čtvrtfinále                     | VfB Leipzig               |
| 1913 – 1914                                             | SpVgg Fürth (1)          | Vítěz                           | SpVgg Fürth               |
| • Jihoněmecké mistrovství se v sezóně 1914/15 nekonalo. |                          |                                 |                           |
| 1915 – 1916                                             | 1. FC Norimberk (1)      | nekonalo se                     | nekonalo se               |
| 1916 – 1917                                             | Stuttgarter Kickers (3)  | nekonalo se                     | nekonalo se               |
| 1917 – 1918                                             | 1. FC Norimberk (2)      | nekonalo se                     | nekonalo se               |
| • Jihoněmecké mistrovství se v sezóně 1918/19 nekonalo. |                          |                                 |                           |
| 1919 – 1920                                             | 1. FC Norimberk (3)      | Vítěz                           | 1. FC Norimberk           |
| 1920 – 1921                                             | 1. FC Norimberk (4)      | Vítěz                           | 1. FC Norimberk           |
| 1921 – 1922                                             | FC Wacker München 1)     | Semifinále                      | žádný                     |
| 1922 – 1923                                             | SpVgg Fürth (2)          | Finále                          | Hamburger SV              |
| 1923 – 1924                                             | 1. FC Norimberk (5)      | Vítěz                           | 1. FC Norimberk           |
| 1924 – 1925                                             | VfR Mannheim (1)         | Osmifinále                      | 1. FC Norimberk           |
| 1925 – 1926                                             | FC Bayern Mnichov (1)    | Osmifinále                      | SpVgg Fürth               |
| 1926 – 1927                                             | 1. FC Norimberk (6)      | Vítěz                           | 1. FC Norimberk           |
| 1927 – 1928                                             | FC Bayern Mnichov (2)    | Semifinále                      | Hamburger SV              |
| 1928 – 1929                                             | 1. FC Norimberk (7)      | Semifinále                      | SpVgg Fürth               |
| 1929 – 1930                                             | Eintracht Frankfurt (1)  | Čtvrtfinále                     | Hertha BSC                |
| 1930 – 1931                                             | SpVgg Fürth (3)          | Čtvrtfinále                     | Hertha BSC                |
| 1931 – 1932                                             | Eintracht Frankfurt (2)  | Finále                          | FC Bayern Mnichov         |
| 1932 – 1933                                             | FSV Frankfurt (1)        | Čtvrtfinále                     | Fortuna Düsseldorf        |